# Phaedrotoma postremus
Phaedrotoma postremus är en stekelart som först beskrevs av Papp 1980.  Phaedrotoma postremus ingår i släktet Phaedrotoma och familjen bracksteklar. Inga underarter finns listade i Catalogue of Life.